# Kravsko

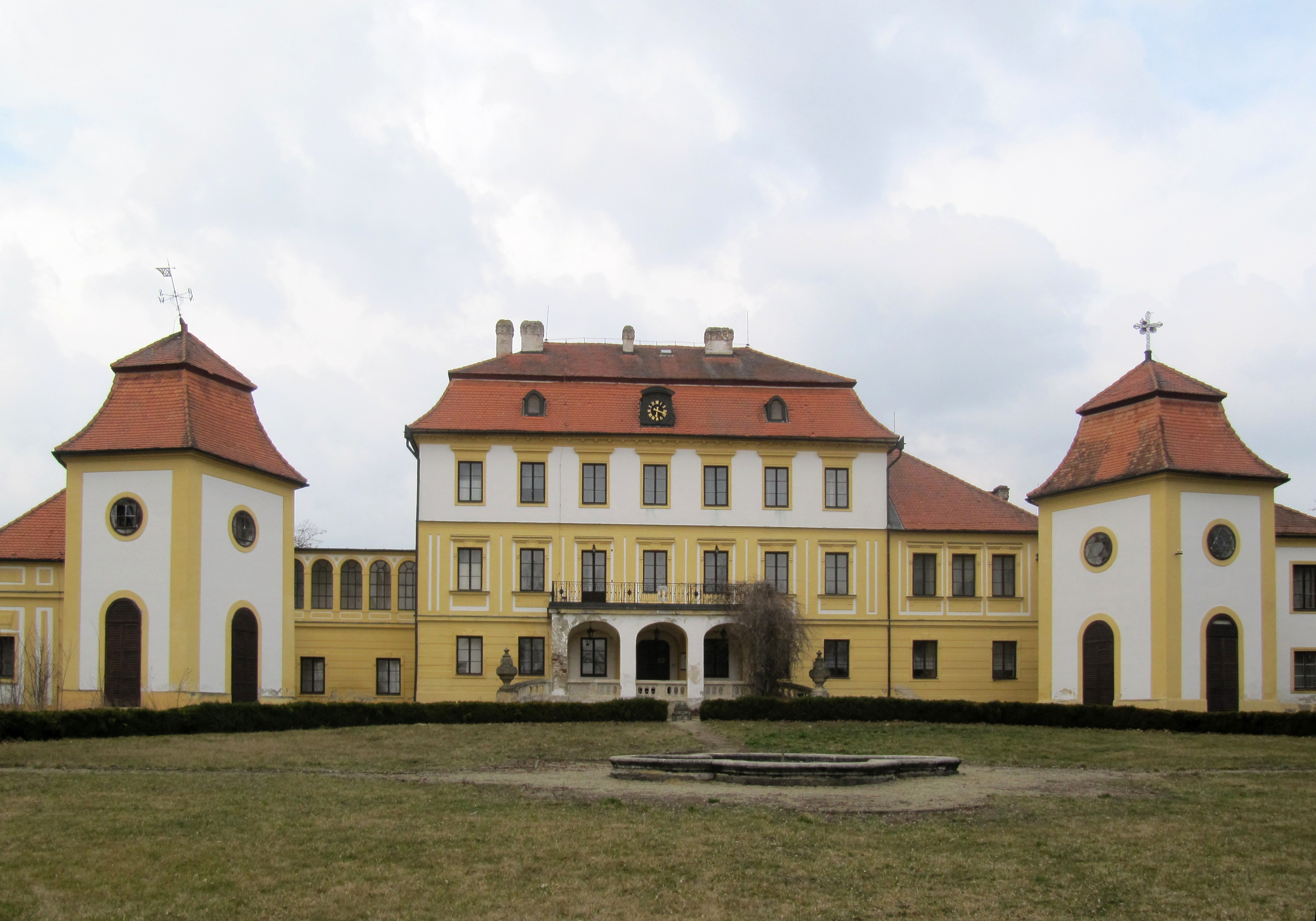
Schloss Kravsko (2014)

Kravsko (deutsch Krawsko) ist eine Gemeinde im Okres Znojmo in Tschechien.

## Geographie
Kravsko ist rund 44 Kilometer von Brünn entfernt, bis zur Grenze zu Österreich beträgt die Entfernung 8,6 Kilometer. Kravsko grenzt an Znojmo (die Hauptstadt vom gleichnamigen Okres) und an Olbramkostel, Pavlice, Bojanovice u Znojma, Hluboké Mašůvky, Plenkovice und Žerůtky u Znojma. Durch Kravsko verlaufen mehrere Landstraßen, außerdem sind im Dorf vier Bushaltestellen vorhanden. Im Südwesten ist Kravsko an die Silnice I/38, ein Teil der Europastraße 59, angebunden.
In Kravsko erstrecken sich die Seen Zámecký rybník und Pilský rybnik. Außerdem fließen im Gemeindegebiet die Flüsse Plenkovický potok und Mramotický potok. Der höchste Punkt in Kravsko liegt 373 Meter über dem Meeresspiegel.

## Geschichte
1092 wurde Kravsko erstmals urkundlich erwähnt. Ab 1575 gab es eine Brauerei im Dorf, 1823 wurde die örtliche Keramikfabrik gegründet. Durch diese Fabrik wurden Arbeitsplätze geschaffen und Kravsko erhielt Bekanntheit im Ausland.

## Ortsteile
- Kravsko

## Bevölkerungsentwicklung
| Jahr      | 1869 | 1880 | 1890 | 1900 | 1910 | 1921 | 1930 | 1950 | 1961 | 1970 | 1980 | 1991 | 2001 | 2011 | 2021 |
| --------- | ---- | ---- | ---- | ---- | ---- | ---- | ---- | ---- | ---- | ---- | ---- | ---- | ---- | ---- | ---- |
| Einwohner | 445  | 496  | 486  | 560  | 640  | 565  | 592  | 561  | 607  | 566  | 516  | 523  | 517  | 532  | 557  |

## Sehenswürdigkeiten
- Schloss Kravsko
- Marienkapelle
- Keramikfabrik